# Aimee Mann

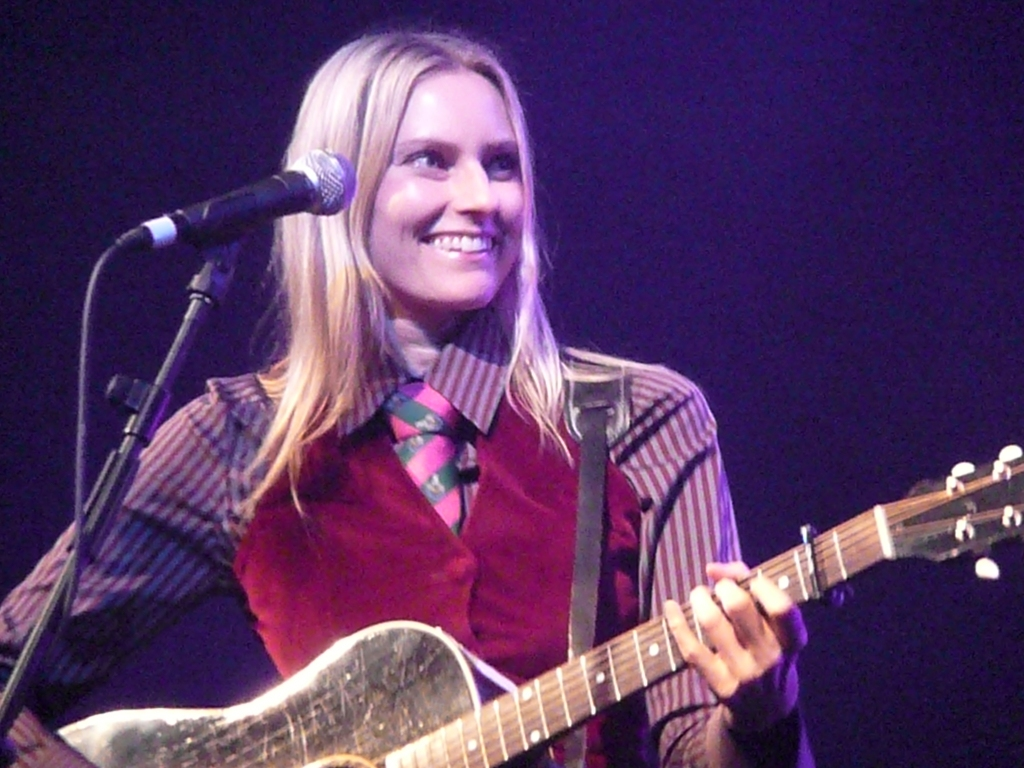
Aimee Mann bei einem Konzert 2008

Aimee Elizabeth Mann (* 8. September 1960 in Richmond, Virginia) ist eine US-amerikanische Singer-Songwriterin, Bassistin und Gitarristin.

## Werk
Aimee Mann besuchte ab 1978 das Berklee College of Music in Boston, brach ihr Studium aber nach der Zwischenprüfung ab, um mit ihrer ersten Punk-Rock-Band The Young Snakes Musik zu machen. Die Band veröffentlichte 1982 die EP Bark Along With The Young Snakes.
1983 war sie Mitgründerin der New-Wave-Band ’Til Tuesday. Deren erstes Album Voices Carry erreichte Platz 19 der amerikanischen Billboard-Charts, die gleichnamige Single war ein US-Top-10-Hit. Die Band erhielt 1985 den MTV Video Music Award in der Kategorie „Best New Artist“. Neben ihren Aktivitäten mit der Band trat Aimee Mann 1987 auch mit Rush als Background-Sängerin für den Song Time Stand Still auf und ist in dem zugehörigen Musikvideo zu sehen. Von ihrer Band ’Til Tuesday erschienen noch zwei weitere Alben, bevor sie sich 1990 auflöste.
1993 erschien Aimee Manns erstes Solo-Album Whatever, das kommerziell nicht allzu erfolgreich war, aber begeisterte Kritiken erhielt und den Weg für das nächste Werk I’m with Stupid (1995) bereitete. Erneut waren die Kritiken besser als die Verkaufszahlen.
1998 hatte Aimee Mann im Film The Big Lebowski einen Kurzauftritt als deutsche Nihilistin.
Größerer Erfolg als mit ihren ersten Alben war Aimee Mann beschert, als sie 1999 acht Titel zum Soundtrack des Films Magnolia beisteuerte, darunter den Oscar-nominierten Song Save Me, der später ebenfalls auf der europäischen erweiterten CD Bachelor No. 2 or, the Last Remains of the Dodo erschien. Der Autor und Regisseur Paul Thomas Anderson gab an, mit Magnolia eine Adaption der Songs von Aimee Mann gedreht zu haben.
Im selben Jahr löste Aimee Mann wegen der einschränkenden künstlerischen Einflussnahme durch ihre Plattenfirma die Zusammenarbeit mit dieser auf und gründete ihr eigenes Label SuperEgo Records. Sie kaufte die Rechte an ihrem dritten, bisher unveröffentlichten Album zurück und veröffentlichte es 1999 auf ihrem Label unter dem Namen Bachelor No. 2 or, the Last Remains of the Dodo. Mann begann, ihre Werke im Direktvertrieb über ihre Website zu vermarkten, und ging damit neue Wege.
2002 erschien das Album Lost in Space, welches 2004 als „Special Edition“ wiederveröffentlicht wurde und nun eine zweite CD mit sechs Live-Aufnahmen, zwei B-Seiten sowie zwei bislang unveröffentlichten Songs enthielt. 2003 erhielt Lost in Space den Jahrespreis der deutschen Schallplattenkritik.
Mit Live at St. Ann’s Warehouse erschien im November 2004 auf DVD und CD ein Mitschnitt von Konzerten, die Aimee Mann im Juli 2004 in Brooklyn gegeben hatte.
Im Mai 2005 veröffentlichte sie das Konzeptalbum The Forgotten Arm. Die Songs erzählen die Geschichte eines Paares, beginnend mit dem ersten Treffen bis zum gemeinsamen Road Trip. Mann erhielt für dieses Album einen Grammy in der Kategorie Best Recording Package.
Im Oktober 2006 erschien ihr Weihnachtsalbum One More Drifter in the Snow. Es enthält vor allem Coverversionen bekannter Titel, aber auch zwei eigene Lieder. Das siebte Studioalbum mit dem Titel @#%&*! Smilers erschien am 6. Juni 2008. 2011 hatte Aimee Mann einen Gastauftritt in der Comedy-Serie Portlandia; sie spielt sich selbst in der Rolle eines gescheiterten Rockstars, der nun als Putzfrau eines Portlander Paares arbeitet (Episode 3 Aimee, Staffel 1).
Am 18. September 2012 erschien das achte Studioalbum Charmer.
Das neunte Album Mental Illness kam 2017 auf den Markt, hierfür erhielt Mann einen Grammy in der Kategorie Bestes Folk Album.
Mann veröffentlichte 2021 ihr zehntes Studioalbum mit dem Titel Queens Of The Summer Hotel. Die Lieder schrieb sie ursprünglich als Auftragsarbeit für eine Musicalfassung des Buches Girl, Interrupted der Autorin Susanna Kaysen; die Bühnenproduktion wurde dann aber nicht realisiert.
Im Jahr 2013 startete Aimee Mann eine Zusammenarbeit mit Ted Leo unter dem Namen The Both, das gleichnamige Debütalbum wurde im April 2014 veröffentlicht.
Aimee Mann ist Gründungsmitglied von United Musicians, einem Zusammenschluss von Musikern, die sich dafür einsetzen, dass jeder Künstler im Besitz der Urheberrechte an seinen Werken bleiben soll.

## Privates
Aimee Mann ist seit 1997 mit dem Musiker Michael Penn verheiratet. Beide leben in Los Angeles, in einem Haus am Ben Lomond Drive.

## Diskographie

### MitThe Young Snakes
- The Young Snakes Featuring Aimee Mann (1981, erschienen 2004)
- Bark Along With The Young Snakes (1982)

### Mit’Til Tuesday
- Voices Carry (1985)
- Welcome Home (1986)
- Everything’s Different Now (1988)

### Solo
- Whatever (1993)
- I’m with Stupid (1995)
- Magnolia (Album) (Original-Soundtrack zum Film Magnolia) (1999)
- Bachelor No. 2 or, the Last Remains of the Dodo (1999)
- Lost in Space (Album) (2002)
- Lost in Space Special Edition (2004)
- Live at St. Ann’s Warehouse (Livealbum/DVD) (2004)
- The Forgotten Arm (2005)
- One More Drifter in the Snow (2006)
- @#%&*! Smilers (2008)
- Charmer (2012)
- Mental Illness (2017; Grammy: Bestes Folkalbum)
- Queens of the Summer Hotel (2021)

### MitThe Both
- The Both (2014)

## Liste von Coverversionen

### Durch Aimee Mann
- Two of Us (Beatles), zusammen mit Michael Penn, erschienen im Soundtrack für den Film Ich bin Sam.
- Lucy in the Sky with Diamonds (Beatles), ebenfalls aus dem Soundtrack zum Film Ich bin Sam.
- One (Harry Nilsson) auf „For The Love Of Harry: Everybody Sings Nilsson“ 1995, im Soundtrack zu Magnolia.
- Reason to Believe (Bruce Springsteen), zusammen mit Michael Penn.
- Nobody Does It Better (Carly Simon) als Beitrag einer Zusammenstellung von James-Bond-Coverversionen durch David Arnold.
- I Just Wasn’t Made For These Times (Beach Boys), zusammen mit Michael Penn, auf der DVD „An All-Star Tribute To Brian Wilson“, 2001.
- Shed a Little Light (James Taylor), in der Episode „College Kids“ der Fernsehserie The West Wing – Im Zentrum der Macht, 2002.
- The Scientist (Coldplay), wurde auf den Konzerten der Tour 2004 gespielt; auf der zweiten CD der Lost in Space Special Edition erschienen.
- Sweet Home Alabama (Lynyrd Skynyrd), wurde nur auf wenigen Konzerten der Tour 2004 in den USA gespielt.

### Durch andere Künstler
- Stupid Thing (Whatever): Flying Pickets auf Vox Pop, (1998) als A-cappella-Version
- That’s Just What You Are (I’m With Stupid): Bonnie Pink auf Reminiscence, (2005)